# Tanana Valley State Forest

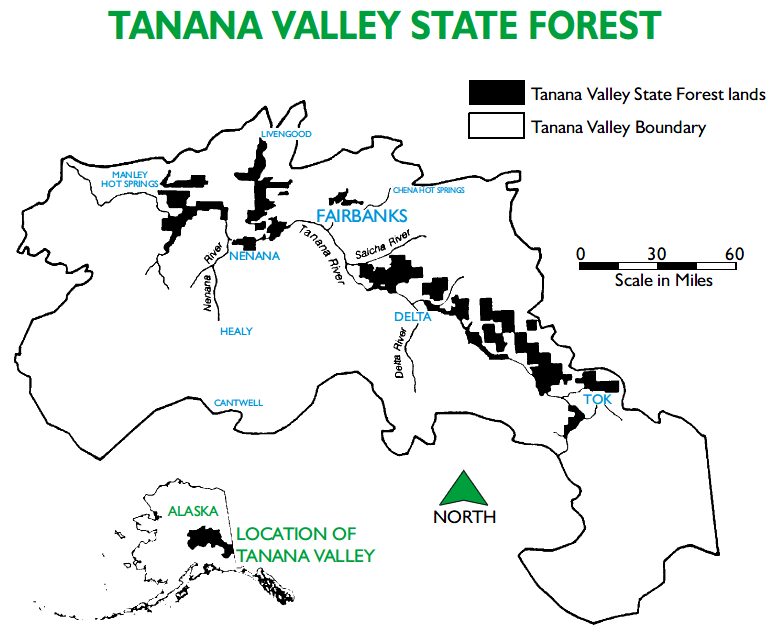
Tanana Valley State Forest

Der 1983 gegründete Tanana Valley State Forest ist neben dem Haines State Forest einer von zwei Staatsforsten in Alaska.
Das 7325 km² große Waldgebiet im Alaska Interior liegt fast vollständig im Einzugsgebiet des Tanana River und erstreckt sich über rund 425 km von nahe der amerikanisch-kanadischen Grenze im Osten bis Manley Hot Springs im Westen. Die Meereshöhe liegt zwischen 84 m im Flusstal und über 1500 m in der Alaskakette.
Knapp 90 % des Forstgebiets sind bewaldet. Die vorherrschenden Baumarten sind Papier-Birke, amerikanischer Zitterpappel, westlicher Balsam-Pappel, Schwarz-Fichte, Weiß-Fichte und ostamerikanische Lärche.
Innerhalb des Staatsforsts sind Bergbau, Kies-, Öl- und Gasgewinnung sowie Beweidung erlaubt. Die vorrangige gewerbliche Tätigkeit ist jedoch der Holzabbau.